# Thomas Held (Soziologe)
Thomas Held (* 20. März 1946 in Zürich; heimatberechtigt in Warth-Weiningen) ist ein Schweizer Soziologe, Manager und Publizist.

## Leben
Thomas Held, Sohn des Werkstoffwissenschaftlers und Titularprofessors der ETH Zürich Fritz Held (1916–2013), studierte Sozialwissenschaften und Germanistik an der Universität Zürich und promovierte im Bereich Familiensoziologie. Er war in der 68er-Bewegung als Studentenführer in Zürich aktiv. Held war Forscher und Lehrbeauftragter an den Universitäten Zürich, Wien, Stanford und Berkeley.
Ab 1983 arbeitete er bei der Ringier AG, wo er mitbeteiligt war an der Lancierung des Blicks für die Frau. 1985/1986 war er Verlagsdirektor und Mitglied der Unternehmensleitung. Gleichzeitig absolvierte er 1986 das Advanced Management Program der Harvard Business School. Von 1987 bis 1989 arbeitete er bei der Hayek Engineering AG.
Von 1989 bis 2000 war Held selbständiger Unternehmensberater und insbesondere im Bereich Medienunternehmen in Deutschland und der Schweiz tätig. Von 1986 bis 1993 schrieb er ausserdem Kolumnen in der Bilanz. Er war Mitinitiant der Lenzburger Marketing-Tagung und Vortragsredner im Bereich Marketing und Innovation. Von Juli 1994 bis Mai 1995 war Held interimistischer Geschäftsführer der Badischer Verlag GmbH, der Herausgeberin der Badischen Zeitung. Von 1992 bis 2000 war Held für die Entwicklung und Realisierung des Kultur- und Kongresszentrums Luzern zuständig. Ab 1998 war er Geschäftsführer der Projektierungsgesellschaft Kern Uster für eine Zentrumsüberbauung in Uster. 
Vom 1. Januar 2001 bis zum 30. Oktober 2010 war Held Direktor der Denkfabrik Avenir Suisse. Zwischen 2010 und 2014 war er Geschäftsführer der Stiftung Schweizer Musikinsel Rheinau und damit für den Aufbau eines Musikzentrums auf der Insel Rheinau verantwortlich. Für das Wochenmagazin Das Magazin schrieb Held von 2011 bis 2013 eine Kolumne.

## Publikationen
- Soziologie der ehelichen Machtverhältnisse. Luchterhand, Darmstadt 1978 (Soziologische Texte. Neue Folge, Bd. 110, Dissertation)
- Thomas Held, René Levy: Die Stellung der Frau in Familie und Gesellschaft: Eine soziologische Analyse am Beispiel der Schweiz. Huber, Frauenfeld 1974 (Soziologie in der Schweiz. Bd. 1).
- Thomas Held, René Levy: Untersuchung über die Stellung der Frau in der Schweiz; im Auftrag der nationalen schweizerischen Unesco-Kommission. Zürich 1973.